# 南部 (山梨県南部町)

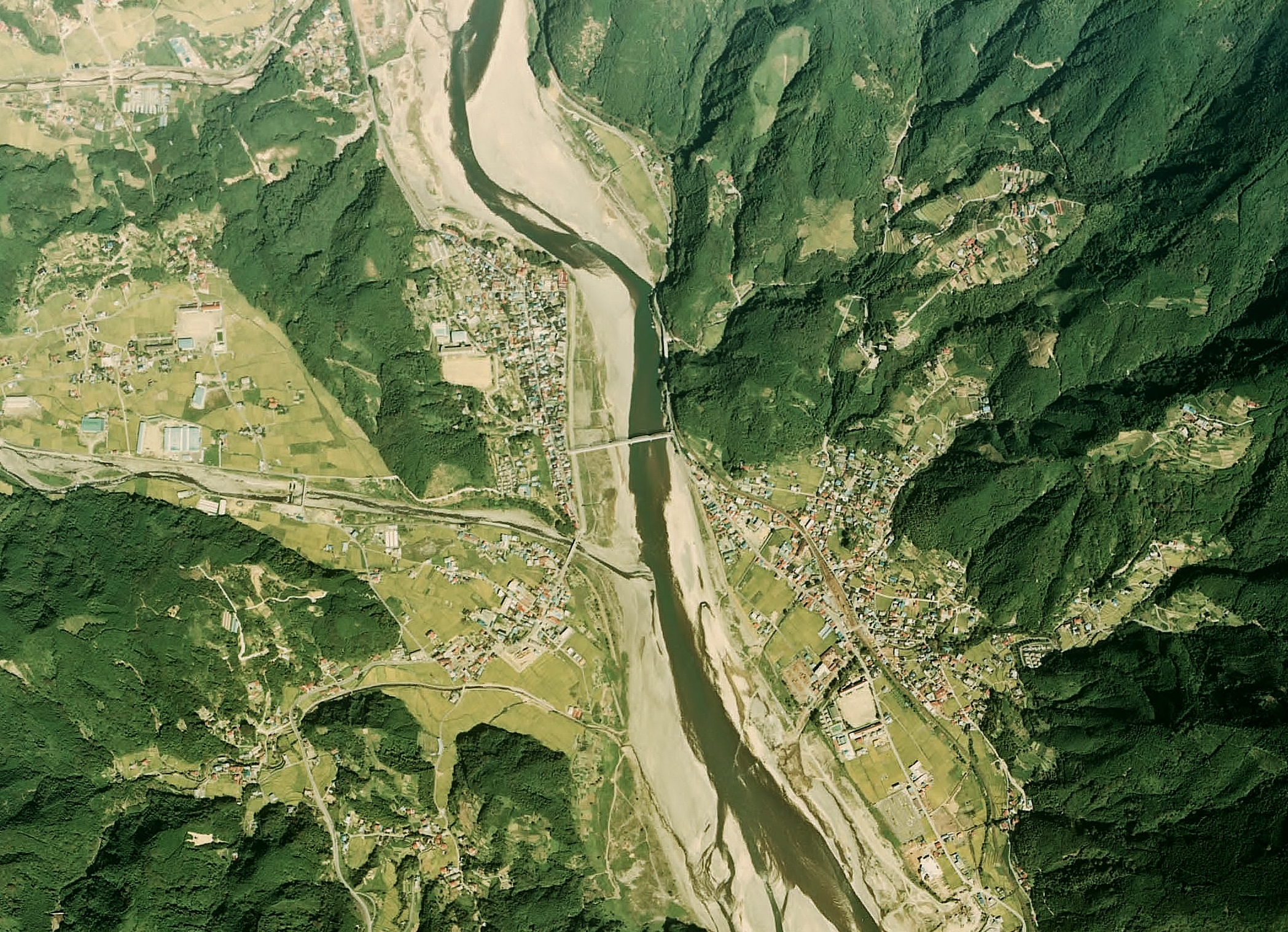
南部町中心部付近の空中写真。
画像中央の南部橋左側（西側）が南部地区。橋の右下（南東側）一帯が内船地区。1976年撮影。
。

南部（なんぶ）は、山梨県南巨摩郡南部町の地名である。郵便番号は409-2212。

## 地理
富士川の西岸に位置し、城山を背に商店街が広がっている。南部氏の郷をはじめ、南部宿など歴史上重要な拠点であった。また気象庁のアメダスが設けられており、山梨県内の天気予報では当地区の名前が頻繁に出てくる。

## 歴史
平安時代末期の1180年（治承4年）、甲斐源氏の一族で南部氏の始祖である南部光行が源頼朝から甲斐国南部牧を与えられ、南部氏館や南部城（詰城）を建てたのが当地に関する記録として知られる。この南部氏館は鎌倉時代に光行が陸奥国へ移住した後も在地氏族により使用され、南北朝時代には南朝の拠点として使用された記述がある。現在は南部氏館跡には古井戸の遺構が残されている。
鎌倉時代には光行の子・南部実長（波木井実長）をはじめとする波木井氏が当地を治めていた。実長は日蓮を身延山へ招聘して日蓮宗に帰依し、当地に浄光寺や妙浄寺といった日蓮宗の寺院が建立されている。この2つの寺院は現存し、そのうち浄光寺は南部氏の墓石群がある。
室町時代になると陸奥国へ移住した波木井氏にかわり、武田氏の一族である穴山氏が河内領の国衆として台頭する。穴山氏は駿河国の今川氏に属して甲斐守護・武田氏に対抗するが、穴山信友の時代には武田氏に臣従し、家臣団となる。信友の時代には本拠を南部から下山（身延町下山）へ移転した。
当地には南部宿（なんぶしゅく）が設けられ、本陣が置かれるなど甲斐・駿河間を結ぶ駿州往還の整備と共に軍事上・交通上の要所となる。穴山信君の発給文書には度々南部宿の名前が登場し、伝馬の際は特定の時刻を過ぎた場合は南部宿に泊まるよう記されていたり、通行証の確認を行うなど関所の代わりとしても役割を担っていた。1870年（明治3年）に南部本陣が廃止されると当地出身の近藤喜則（初代山梨県議会議長）により跡地に「蒙軒学舎」が開かれ、宣教師チャールズ・イビーが招かれている。
1874年（明治7年）1月に周辺の中野村・本郷村・成島村・塩沢村・大和村と合併し、「南巨摩郡睦合村南部」となった。1918年（大正7年）に対岸の栄村に「内船南部駅」（現在の内船駅）が開業すると当初は渡し船を使い利用していたが、その後南部橋が架けられ自動車の往来も可能となった。1955年（昭和30年）に栄村と合併し、「南巨摩郡南部町南部」となり現在に至っている。

## 交通

### 鉄道
南部地区は走っておらず、対岸にある身延線内船駅が最寄駅である。下記の路線バスで5分程度のほか、徒歩でも15分程度で行くことができる。

### 路線バス
- 南部町営バス（主要停留所のみ掲載）
  - 内船駅 ‐ 南部分館 ‐ 診療所 ‐ 十枚山登山口 ‐ 南部警察署前 ‐  内船駅（逆回りあり）
  - 内船駅 ‐ 南部警察署前 ‐ 南部町役場本庁舎前 ‐ 徳間
  - 内船駅 ‐ 南部分館 ‐ 診療所 ‐ 船山温泉 ‐ 診療所  ‐ 南部分館 ‐  内船駅

かつては急行バス静岡甲府線の南部バス停が南部分館のところに存在したが、1990年（平成2年）に休止された。その後2012年（平成24年）に高速バスとして復活したが、当地区の西外れにある南部バイパスを通るため停車しない。

## 施設

### 寺院・神社
- 浄光寺
- 妙浄寺
- 円蔵院
- 新羅神社－源義光の霊廟が存在する。
- 諏訪神社

### 公共
- 南部町立南部中学校
- アルカディア南部総合公園
- アルカディア南部文化館
- 南部警察署
- 南部郵便局
- 南部診療所

### 企業
- 山梨中央銀行南部支店
- アリメント工業本社